# Hämolyse-im-Gel-Test
Der Hämolyse-im-Gel-Test (HIG-Test), auch Hämolyse-in-Gel-Test, ist eine besondere Methode in der Labormedizin zum Nachweis einer Untergruppe von spät auftretenden IgG-Antikörpern mit hoher Bindungskraft (Affinität). Er wird beispielsweise als Bestätigungstest bei Verdacht auf Röteln eingesetzt. Dabei werden rote Blutzellen aus Hammel-Blut mit Antigenen des Rötelnvirus sensibilisiert, mit 1 % Agarose gemischt und in ein 1,5 mm dickes Gel gegossen. In die Gelplatte werden anschließend Löcher gestanzt, die für den Test mit hitzeinaktiviertem Patientenserum gefüllt werden. Nach 20 Stunden sollten alle möglicherweise im Patientenserum vorhandenen Antikörper mit den Antigenen auf den Blutzellen reagiert haben. Dann wird die Platte mit komplementhaltigem Meerschweinchen-Serum überschichtet. An denjenigen Blutzellen, die mit Antigen-Antikörper-Komplexen beladen sind, tritt nun eine Hämolyse ein. Der Durchmesser der hämolytischen Reaktion um das Stanzloch herum ist proportional zur Menge der Antikörper, die im Serum vorhanden sind.